# Experimento da Sexta-Feira Santa

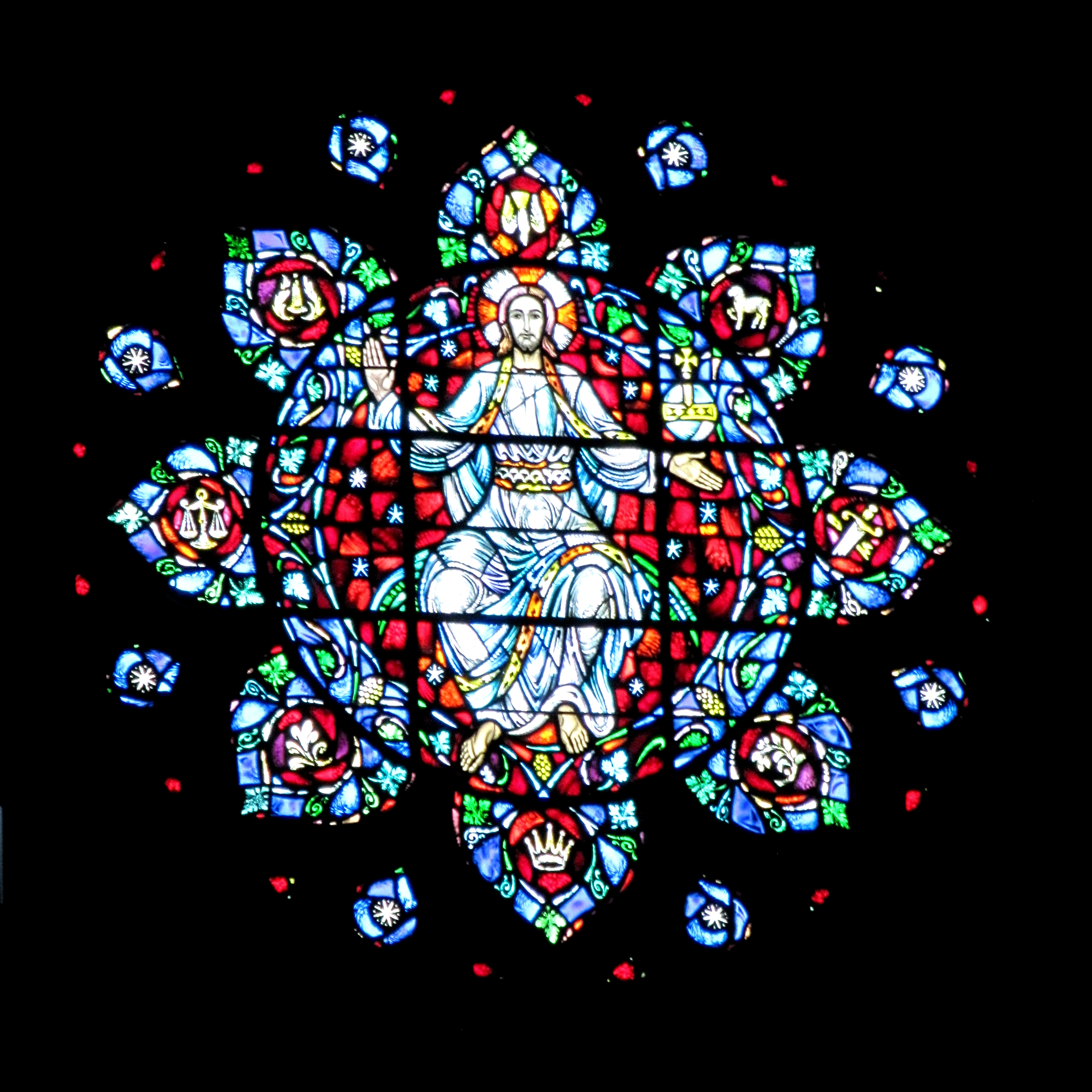
A rosácea acima do altar da Capela Marsh da Universidade de Boston.

O Experimento da Sexta-Feira Santa ou Experimento da Capela Marsh foi um experimento conduzido na Sexta-feira Santa, 20 de abril de 1962, na Capela Marsh da Universidade de Boston. Walter N. Pahnke , um estudante graduado em teologia na Harvard Divinity School, projetou o experimento sob a supervisão de Timothy Leary, Richard Alpert e do Projeto Psilocibina de Harvard. O experimento de Pahnke investigou se a psilocibina atuaria como um enteógeno confiável em indivíduos com predisposição religiosa.

## Experimento
Antes do culto da Sexta-Feira Santa, vinte estudantes voluntários de pós-graduação em teologia da área de Boston foram divididos aleatoriamente em dois grupos. Numa experiência duplo-cega, metade dos estudantes recebeu psilocibina, enquanto um grupo de controle recebeu uma grande dose de niacina. A niacina produz alterações fisiológicas claras e por isso foi usada como placebo ativo. Em pelo menos alguns casos, aqueles que receberam a niacina inicialmente acreditaram ter recebido a droga psicoativa.  No entanto, a sensação de rubor facial (ficar vermelho, sensação de calor e formigamento) produzida pela niacina diminuiu cerca de uma hora após receber a dose, enquanto os efeitos da psilocibina se intensificaram nas primeiras horas.
Quase todos os membros do grupo experimental relataram vivenciar experiências religiosas profundas, fornecendo suporte empírico para a noção de que as drogas psicodélicas podem facilitar experiências religiosas. Um dos participantes do experimento foi o estudioso religioso Huston Smith, que se tornaria autor de vários livros didáticos sobre religião comparada. Mais tarde, ele descreveu sua experiência como "o retorno cósmico mais poderoso que já experimentei".
Outro participante foi Paul Lee, que foi professor assistente de Paul Tillich na Harvard Divinity School e um dos editores fundadores da Psychedelic Review (junto com grande parte do elenco original do Psilocybin Project). Lee recebeu niacina, pelo menos para essas sessões. Em meio a outras observações intrigantes do diário, na entrada intitulada "The Mushroom" Lee contou,
Finalmente tive a sensação de que Ralph [Metzner] estava extremamente consciente do que estava acontecendo e não sabia o que fazer a respeito, a não ser ficar um pouco envergonhado. Sob a influência da droga, tais dinâmicas interpessoais são claramente óbvias e não podem deixar de ser notadas e reconhecidas. Mais uma vez tive a impressão de que a sala era um vasto sensório, onde todas as nuances e sutilezas são vivenciadas de forma vívida e enfática!

Os poderes intuitivos aumentam dramaticamente, o que leva a qualidades de compreensão, comunhão e afeição. Respondi profundamente a esse caráter da experiência. Durante a última hora pareceu que atingimos uma espécie de planalto onde todos nos sentamos e conversamos. A dinâmica do grupo foi linda. Achei que todos nós compartilhávamos esse poder e poderíamos utilizar ou expressar tanto quanto quiséssemos. Foi nessa época que Michael tentou controlar as coisas e eu o contestei e o superei. Foi como um exercício de ginástica de força e gostei imensamente de sua dinâmica, repetindo palavras como maravilhoso, lindo, para expressar minha alegria e apreciação. Ernie ficava repetindo frases que proibimos, o que era engraçado. Novamente tive uma enorme drenagem sinusal, quase mais do que da vez anterior - embora não houvesse nada revelador sobre isso... Paul Lee Trip Report Entitled The Mushroom | 26 de fevereiro de 1962
Timothy Leary, que supervisionou o experimento sem aprovação institucional, foi demitido de Harvard em 1963.

## Acompanhamento de Doblin
Num acompanhamento de 25 anos do experimento em 1986, todos os sujeitos que receberam psilocibina, exceto um, descreveram sua experiência como tendo elementos de "uma natureza mística genuína e a caracterizaram como um dos pontos altos de sua vida espiritual". O pesquisador psicodélico Rick Doblin considerou o estudo original de Pahnke parcialmente falho devido à implementação incorreta do procedimento duplo-cego e a várias perguntas imprecisas no questionário de experiência mística. Pahnke não mencionou que vários sujeitos lutaram contra a ansiedade aguda durante a experiência. Um deles teve que ser contido e injetado com Thorazine (clorpromazina) depois de ter fugido da capela convencido de ter sido escolhido para anunciar o retorno do Messias. No entanto, Doblin disse que o estudo de Pahnke lançou "uma dúvida considerável sobre a afirmação de que as experiências místicas catalisadas por drogas são de alguma forma inferiores às experiências místicas não-drogas, tanto no seu conteúdo imediato como nos seus efeitos a longo prazo". Um sentimento semelhante foi expresso pelo psicólogo clínico William A. Richards, que em 2007 afirmou que "o uso de cogumelos [psicodélicos] pode constituir uma tecnologia para evocar experiências reveladoras que são semelhantes, se não idênticas, àquelas que ocorrem através de então chamadas alterações espontâneas da química cerebral."

## Estudo de Griffiths
Em 2002 (publicado em 2006), um estudo foi conduzido na Universidade Johns Hopkins por Roland R. Griffiths que avaliou a experiência mística após a psilocibina. Em um acompanhamento de 14 meses deste estudo, mais da metade dos participantes classificaram a experiência entre as cinco experiências espirituais mais significativas em suas vidas e consideraram que a experiência aumentou seu bem-estar pessoal e satisfação com a vida.